# Luzancy
Luzancy és un municipi francès, situat al departament de Sena i Marne i a la regió de Illa de França. L'any 2007 tenia 981 habitants.
Forma part del cantó de La Ferté-sous-Jouarre, del districte de Meaux i de la Comunitat de comunes del Pays fertois.

## Demografia

### Població
El 2007 la població de fet de Luzancy era de 981 persones. Hi havia 357 famílies, de les quals 70 eren unipersonals (33 homes vivint sols i 37 dones vivint soles), 104 parelles sense fills, 154 parelles amb fills i 29 famílies monoparentals amb fills.
La població ha evolucionat segons el següent gràfic:
Habitants censats

### Habitatges
El 2007 hi havia 433 habitatges, 369 eren l'habitatge principal de la família, 42 eren segones residències i 23 estaven desocupats. 399 eren cases i 33 eren apartaments. Dels 369 habitatges principals, 303 estaven ocupats pels seus propietaris, 52 estaven llogats i ocupats pels llogaters i 14 estaven cedits a títol gratuït; 3 tenien una cambra, 26 en tenien dues, 51 en tenien tres, 109 en tenien quatre i 179 en tenien cinc o més. 278 habitatges disposaven pel capbaix d'una plaça de pàrquing. A 175 habitatges hi havia un automòbil i a 167 n'hi havia dos o més.

### Piràmide de població
La piràmide de població per edats i sexe el 2009 era:
| Homes | Edats   | Dones |
| ----- | ------- | ----- |
| 0     | 95 o +  | 0     |
| 4     | 90 a 94 | 0     |
| 4     | 85 a 89 | 4     |
| 16    | 80 a 84 | 12    |
| 16    | 75 a 79 | 24    |
| 4     | 70 a 74 | 12    |
| 16    | 65 a 69 | 12    |
| 8     | 60 a 64 | 20    |
| 16    | 55 a 59 | 12    |
| 12    | 50 a 54 | 20    |
| 32    | 45 a 49 | 20    |
| 48    | 40 a 44 | 24    |
| 40    | 35 a 39 | 40    |
| 24    | 30 a 34 | 16    |
| 12    | 25 a 29 | 28    |
| 28    | 20 a 24 | 24    |
| 52    | 15 a 19 | 36    |
| 44    | 10 a 14 | 16    |
| 20    | 5 a 9   | 32    |
| 40    | 0 a 4   | 16    |

## Economia
El 2007 la població en edat de treballar era de 648 persones, 515 eren actives i 133 eren inactives. De les 515 persones actives 454 estaven ocupades (241 homes i 213 dones) i 60 estaven aturades (32 homes i 28 dones). De les 133 persones inactives 30 estaven jubilades, 47 estaven estudiant i 56 estaven classificades com a «altres inactius».

### Ingressos
El 2009 a Luzancy hi havia 381 unitats fiscals que integraven 1.021,5 persones, la mediana anual d'ingressos fiscals per persona era de 19.709 €.

### Activitats econòmiques
Dels 29 establiments que hi havia el 2007, 1 era d'una empresa extractiva, 1 d'una empresa alimentària, 2 d'empreses de fabricació d'altres productes industrials, 12 d'empreses de construcció, 3 d'empreses de comerç i reparació d'automòbils, 1 d'una empresa de transport, 2 d'empreses d'hostatgeria i restauració, 1 d'una empresa financera, 2 d'empreses immobiliàries, 3 d'empreses de serveis i 1 d'una empresa classificada com a «altres activitats de serveis».
Dels 14 establiments de servei als particulars que hi havia el 2009, 1 era una oficina de correu, 1 taller de reparació d'automòbils i de material agrícola, 3 paletes, 1 guixaire pintor, 1 fusteria, 3 lampisteries, 1 empresa de construcció, 1 perruqueria i 2 agències immobiliàries.
L'únic establiment comercial que hi havia el 2009 era una fleca.

## Equipaments sanitaris i escolars
El 2009 hi havia 1 escola elemental i 1 escola elemental integrada dins d'un grup escolar amb les comunes properes formant una escola dispersa.

## Poblacions més properes
El següent diagrama mostra les poblacions més properes.